# کاوشگر ۲
کاوشگر ۲ نام پرتابه (موشک) تحقیقاتی ایران است که در روز سه‌شنبه آبان ۱۳۸۷ محموله‌ای با وزن تقریبی ۵۰ کیلوگرم را تا ارتفاع ۳۰ کیلومتر بالا برد. این محموله با باز شدن موفقیت‌آمیز چترها، فرود آمده و توسط بالگرد و تیم جستجوی زمینی، بازیابی شد.
در این محموله سیستم‌های مختلف برای انجام آزمایش و شناسایی لایه‌های مختلف اتمسفر (جو)از جمله حسگرهای دما و فشار تعبیه و شتاب‌های اعمالی در طول مأموریت نیز اندازه‌گیری شده‌است. مجموعه این داده‌ها از طریق تله‌متری به زمین ارسال شد. همچنین در طول پرواز از مراحل انجام مأموریت توسط دوربینی که روی محموله نصب شده بود تصویربرداری شد که تصاویر توسط تله‌متری به ایستگاه زمینی نیز ارسال شد.

## اهداف
توسعه فناوری ساخت محموله‌های آزمایشی، مشارکت بین سازمانی برای توسعه محموله و انجام آزمایش، حضور پژوهشگران در آماده‌سازی و پرتاب موفق محموله‌های آموزشی و مشارکت بخش پژوهشی در فعالیت‌های فضایی از اهداف این پرتاب بودند.
موفقیت این پرتاب، امید هموارشدن راه دستیابی به دانش فضایی و غنی‌تر شدن تجارب دانشمندان و محققان ایرانی و نیز گامی دیگر در جهت دسترسی ایران به فناوری پرتاب‌های زیرمداری است.